# 今城塚古墳

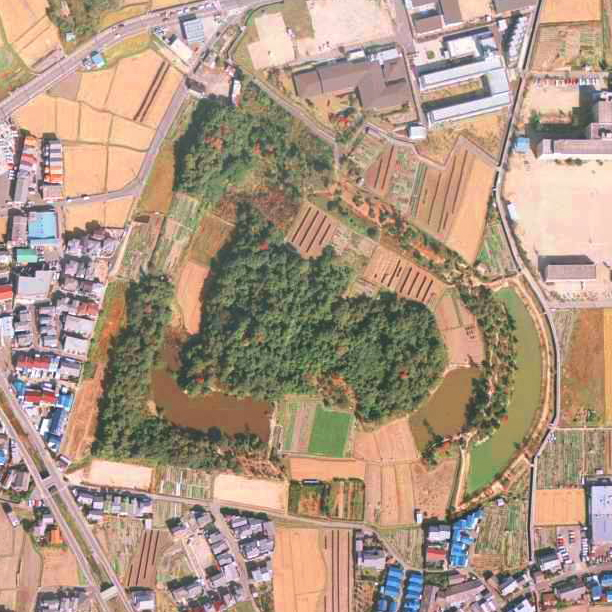
今城塚古墳の空中写真。

今城塚古墳（いましろづかこふん）は、大阪府高槻市郡家新町（ぐんげしんまち）にある前方後円墳。国の史跡に指定されている。
造営時の6世紀前半では最大級の古墳である。宮内庁の治定は受けていないが第26代継体天皇の真の陵とする説が有力で、発掘調査や一般人の立ち入りが可能な大王陵になる。

## 概要
摂津北部、三島平野の中央部に位置し、古墳時代後期の6世紀前半に築造された前方後円墳である。三島野古墳群に属する。墳丘の長さ190メートル、二重の濠がめぐっており、内濠、外濠を含めた兆域は340メートル×350メートルの釣鐘状の区画を呈し、淀川流域では最大規模の墳墓となっている。
古墳の被葬者は、形状や埴輪等の年代的特徴、また『古事記』『日本書紀』『延喜式』など文献資料の検討から、6世紀のヤマト政権の大王墓と推定され、6世紀前半に没した継体天皇とするのが学界の定説になっている。また、埴輪工房跡と目される生産遺跡新池遺跡との深い関連が指摘される古墳である。
真の継体天皇陵である可能性が高いとされる。戦前に設けられた臨時陵墓調査委員会においても、この古墳を「陵墓参考地に編入すべし」との答申が行われた。しかし、宮内庁は今城塚古墳の陵墓参考地指定については現在も難色を示しており、今城塚古墳から1.3キロメートル西にある大阪府茨木市の太田茶臼山古墳を継体天皇陵に治定している。太田茶臼山古墳の築造は5世紀半ばと考えられており、継体天皇が没したとされる年代よりも古い時代の古墳と考えられる。
この大王墓が、6世紀にいたって畿内北部の淀川水系にはじめて出現することは、それまでずっと南部の大和川水系の大和・河内にあった勢力から王権の主導権が移ったことを意味するとも考えられる。

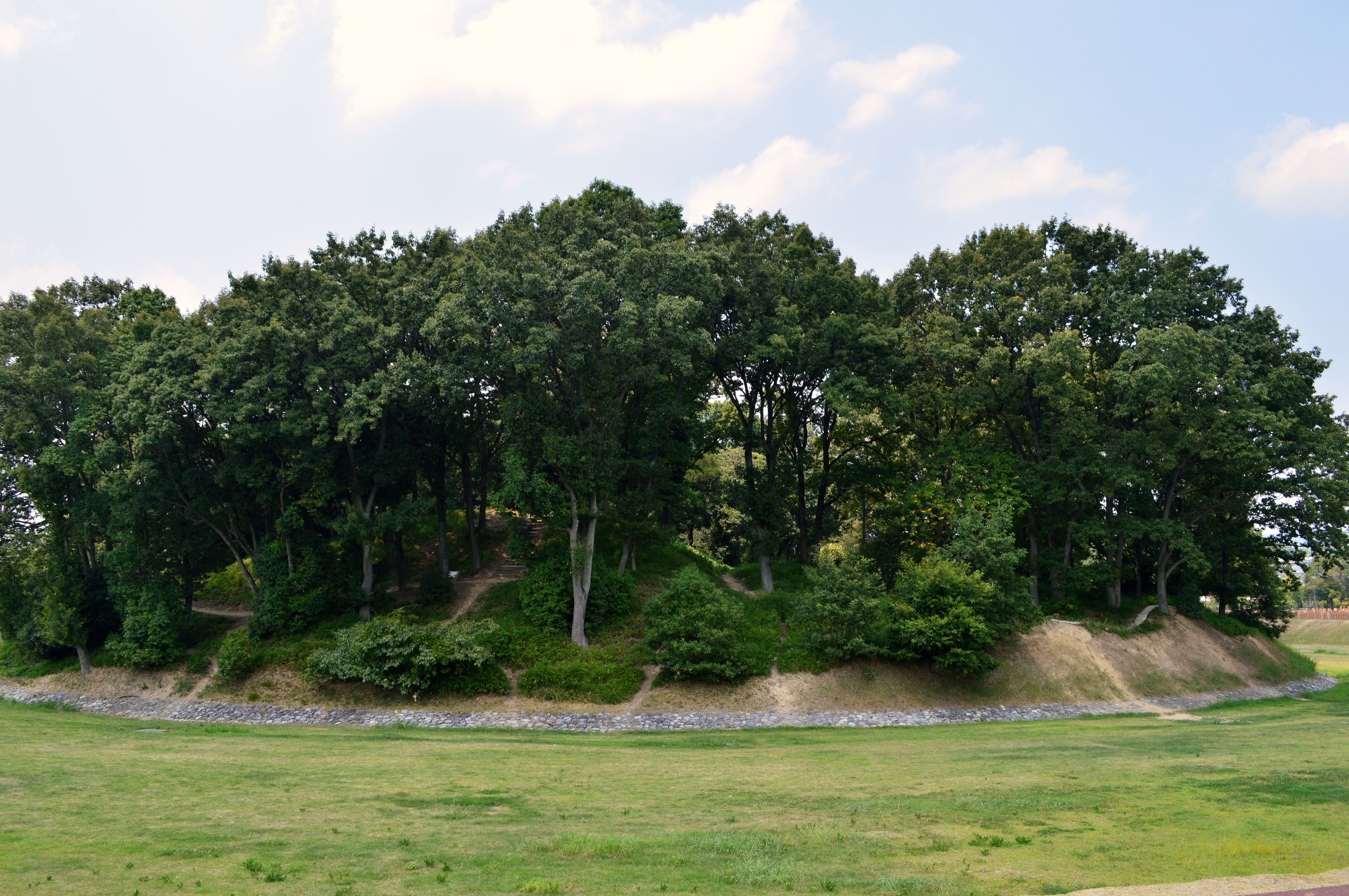
後円部

## 現況

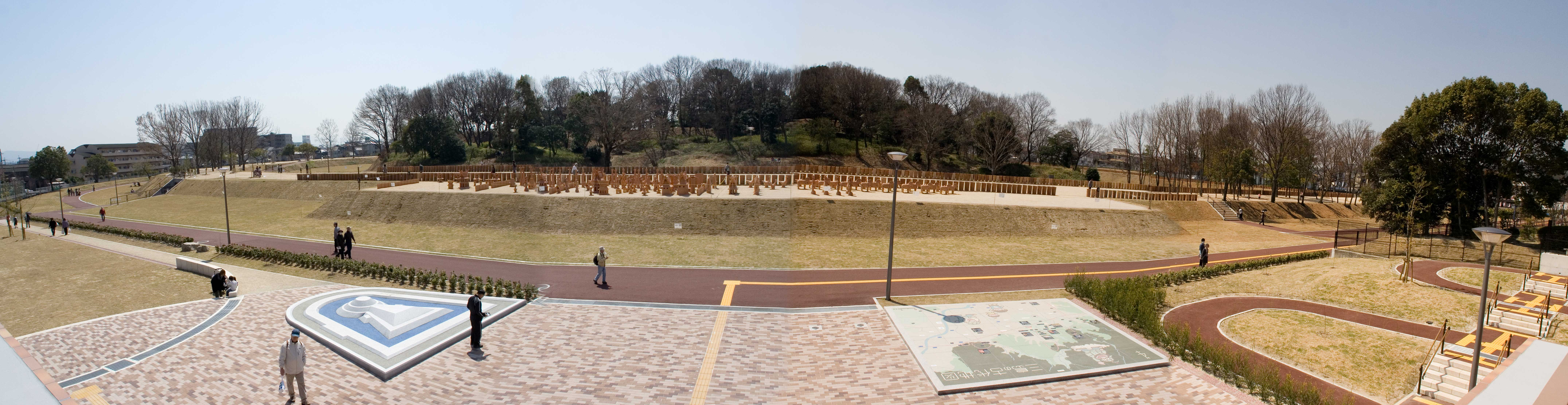
今城塚古墳公園 全景

墳丘の荒廃が著しいことは、一時は織田信長が三好家を攻めた1568年（永禄11年）の摂津侵攻に際し築いた城砦として使われたためと理解されていたが、発掘調査の結果、1596年（慶長元年）の伏見大地震によって墳丘が地すべり性の崩壊を起こしたものと判明している。同古墳は宮内庁から陵墓及び参考地に指定されていないため、一般人が見学可能であるとともに、墳丘は近隣住人の散歩道になっている。環濠は現在は釣りが禁止されているが、公園化の前は魚釣り場として利用されていた。
高槻市では史跡公園としての整備を目指し、1997年（平成9年）以降、そのための情報を得るための発掘調査を継続的に行っている。

なお、7カ年に渡る復元整備事業が2011年3月で完了し2011年4月1日、日本初となるであろう埴輪祭祀場を内堤部分の発掘調査位置に家・人物・動物など約190点の形象埴輪をレプリカにて復元し、また復元埴輪等を展示する今城塚古代歴史館と史跡今城塚古墳を一体的に公開し、世界に向けて歴史遺産として発信している。高槻市観光協会は、自由に歩きまわることができる日本唯一の大王陵であるとアピールしている。
2016年（平成28年）には、過去に付近で石橋に使われていた石材が今城塚古墳の石棺片であった可能性が指摘されている。

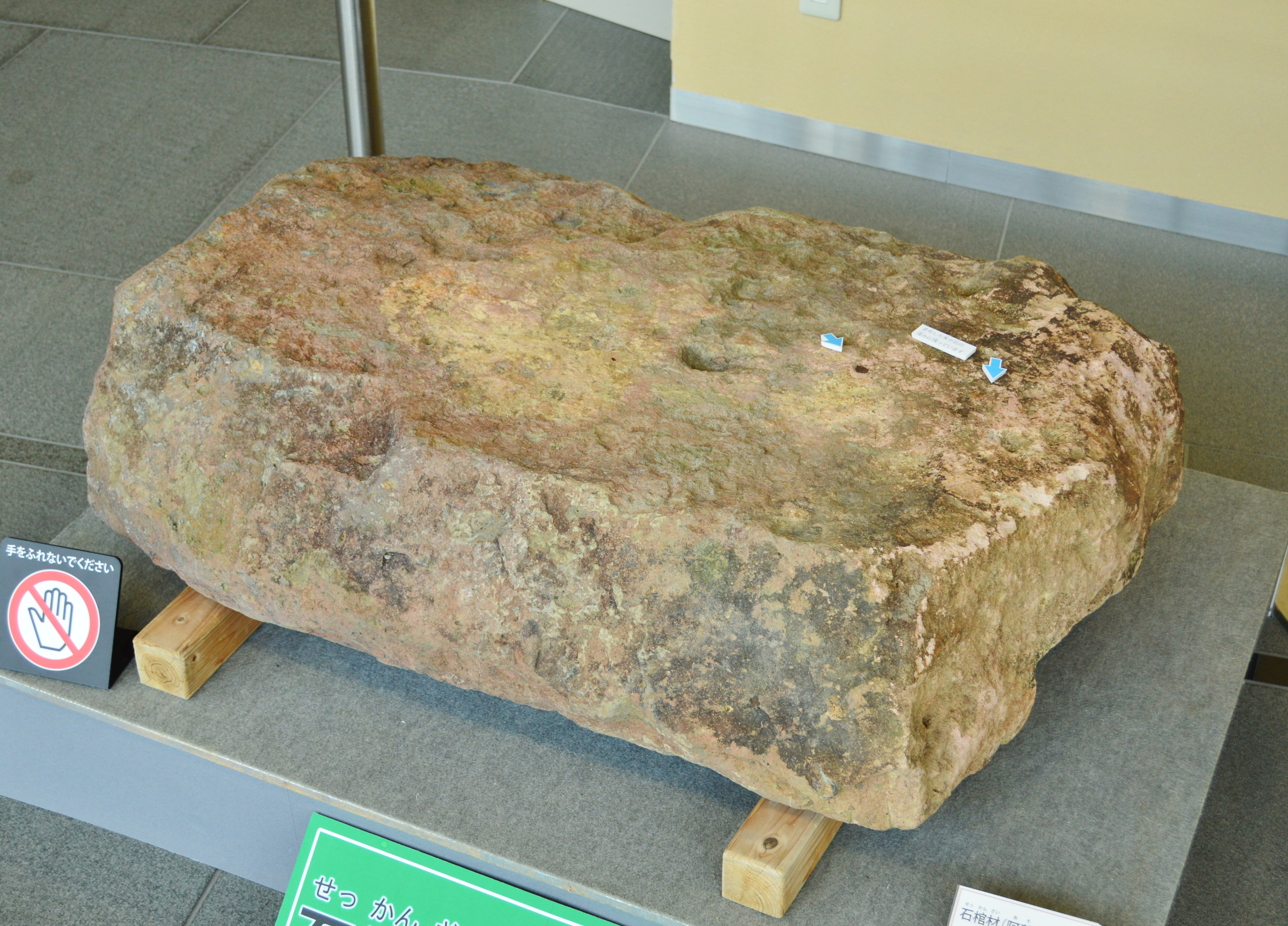
推定石棺片

## 発掘調査

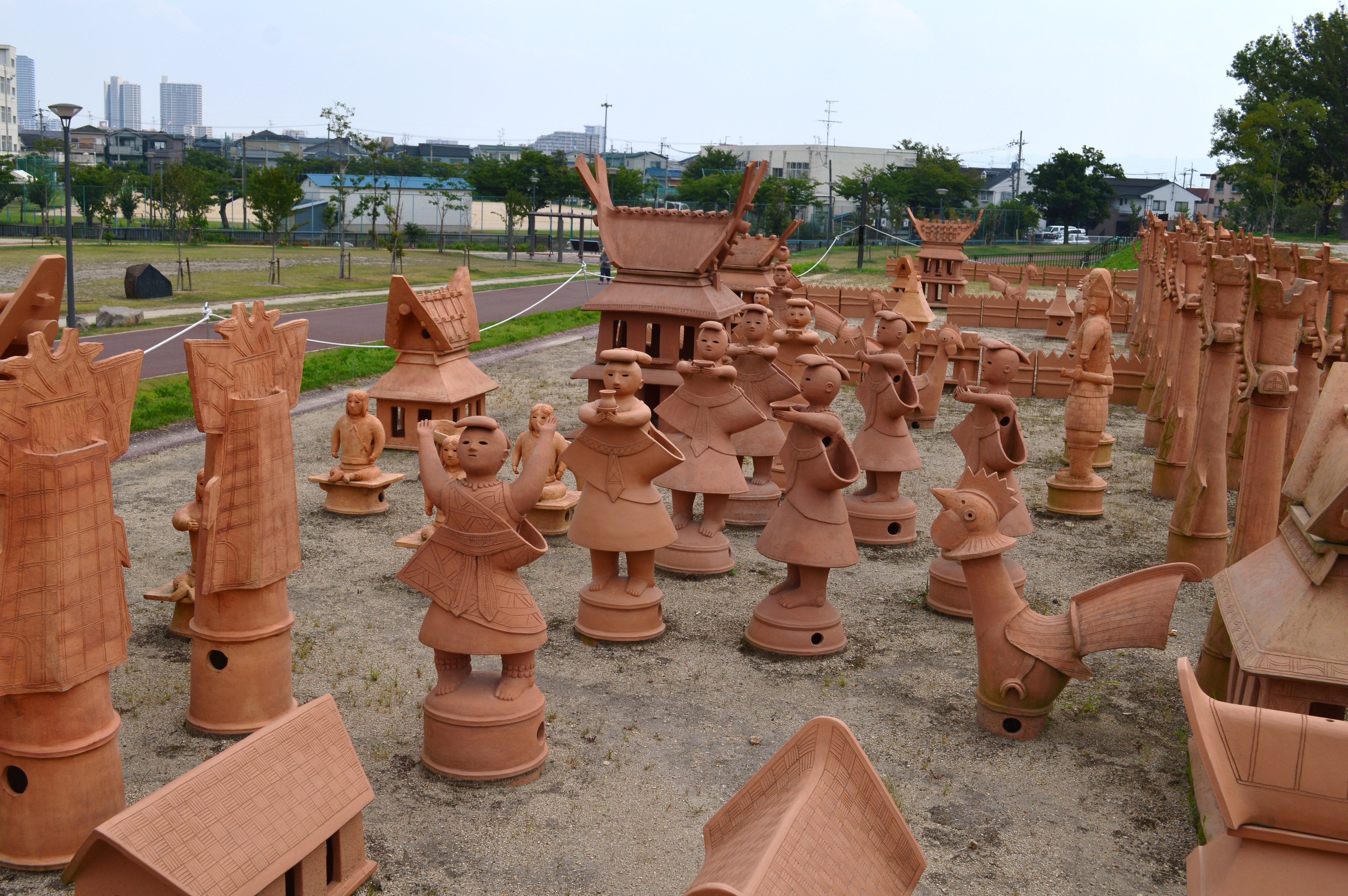
埴輪列（復元）中央には巫女形埴輪。

発掘は、1997年（平成9年）から毎年、高槻市立埋蔵文化財調査センターが行っている。二重の濠を区分する内堤から形象埴輪や埴輪祭祀（はにわさいし）区が出土し、出土点数や埴輪祭祀区の規模が日本最大のものである。埴輪祭祀区は、東西62-65m、南北約6mの広さで、家形15、柵形25、蓋形4、大刀形14、楯形1、靱（ゆき）形1、武人形2、鷹匠（たかしょう）形2、力士形2、冠帽男子1、座像男子4、巫女（みこ）形7、四足動物（馬形など）18、鶏形4、水鳥形13の合わせて113点以上が出土した。なかでも家形埴輪は、高さが170cmもあり人の身長並みで、入母屋（いりもや）造りで、神社建築の屋根を飾る鰹木（かつおぎ）、千木（ちぎ）があり、高床の柱を円柱で表現している。吹き抜けの構造で神社とも考えられる。

## 剣菱形前方後円墳か
かつて墳丘整備前、前方部前面の中央部が幅35mにわたって内濠側へ弧状に突き出したように見えていたことから、今城塚古墳は剣菱形とされてきた。しかし発掘調査の結果、弧状に突き出たようにみえていたのは地震による地滑りによって生じた滑落部分であることが判明した。よって今城塚古墳を剣菱形とする根拠はなくなったといえる、とする。
整備後の前方部前面は直線状にされている。

## 文化財

### 国の史跡
- 今城塚古墳 附 新池埴輪製作遺跡 - 昭和33年2月18日に「今城塚古墳」として国の史跡に指定、平成3年7月20日に新池埴輪製作遺跡を追加指定と名称変更、平成18年1月26日に古墳北側部分を追加指定[6]。